# Greg Stokes
Gregory Lewis "Greg" Stokes (New Haven, Connecticut, 5 de agosto de 1963) es un exjugador de baloncesto estadounidense que jugó 2 temporadas en la NBA, además de hacerlo en la liga italiana, en la liga australiana, en la liga ACB y en la CBA. Con 2,08 metros de estatura, lo hacía en la posición de ala-pívot. En la actualidad ejerce como entrenador asistente en el Community College de Kirkwood.

## Trayectoria deportiva

### Universidad
Jugó durante cuatro temporadas con los Hawkeyes de la Universidad de Iowa, en las que promedió 14,7 puntos y 6,7 rebotes por partido, Acabó su carrera en los Hawkeyes como líder histórico en anotación, con 1.768 puntos, y hoy en día es tercero en dicha clasificación, tras Roy Marble y Acie Earl. En sus tres últimas temporadas fue elegido en el mejor quinteto de la Big Ten Conference, siendo su camiseta con el número 41 retirada como homenaje en 1985.

### Selección nacional
Fue convocado por la selección de Estados Unidos para disputar los Juegos Panamericanos de 1983 en Caracas, donde consiguieron la medalla de oro.

### Profesional
Fue elegido en la trígésimo tercera posición del Draft de la NBA de 1985 por Philadelphia 76ers, donde contó muy poco para su entrenador Matt Guokas, alineándolo en solo 34 partidos, 13 de ellos como titular, promediando 4,1 puntos y 1,8 rebotes. Tras ser despedido, continuó su carrera en Europa, fichando por el Dietor Bologna de la liga italiana, donde permanecería dos temporadas en las que promedió 18,2 puntos y 8,2 rebotes por partido.
En 1988 ficha por el Ram Joventut de la liga ACB, con el que solo llegó a disputar 9 partidos de liga, en los que promedió 17,8 puntos y 6,7 rebotes, pero participaría también en la Copa del Príncipe de Asturias, proclamándose campeón. Regresó a Italia esa misma temporada para fichar por el Vismara Cantù, jugando 16 partidos en los que promedió 15,7 puntos y 7,9 rebotes.
En 1989 acude a la llamada de la NBA, fichando como agente libre por Sacramento Kings, pero sería cortado tras disputar 11 partidos, en los que solo anotó 4 puntos en total. Regresa a Italia para fichar por el Glaxo Verona de la Serie A2, donde juega una temporada promediando 13,8 puntos y 6,2 rebotes por partido.
En 1991 ficha por los Southern Melbourne Saints de la liga australiana, para terminar su carrera en los Sioux Falls Skyforce de la CBA.

## Estadísticas de su carrera en la NBA

### Temporada regular
| Temporada | Edad | Equipo             | Liga | P  | TIT | MIN  | TC  | TCA | %TC  | 3P  | 3PA | %3P  | TL  | TLA | %TL   | R.OF. | R.DEF. | REB | ASIS | ROB | TAP | PER | FP  | PTS |
| 1985-86   | 22   | Philadelphia 76ers | NBA  | 31 | 13  | 11.3 | 1.8 | 3.8 | .471 | 0.0 | 0.0 | .000 | 0.5 | 0.7 | .667  | 0.9   | 1.0    | 1.8 | 0.5  | 0.5 | 0.4 | 0.6 | 1.8 | 4.1 |
| 1989-90   | 26   | Sacramento Kings   | NBA  | 11 | 0   | 3.1  | 0.1 | 0.8 | .111 | 0.0 | 0.0 |      | 0.2 | 0.2 | 1.000 | 0.2   | 0.3    | 0.5 | 0.0  | 0.0 | 0.0 | 0.3 | 0.7 | 0.4 |
| Total     |      |                    | NBA  | 42 | 13  | 9.1  | 1.4 | 3.0 | .445 | 0.0 | 0.0 | .000 | 0.4 | 0.5 | .696  | 0.7   | 0.8    | 1.5 | 0.4  | 0.3 | 0.3 | 0.5 | 1.5 | 3.1 |

### Playoffs
| Temporada | Edad | Equipo             | Liga | P | MIN | TCA | TC | 3PA | 3P | TLA | TL | R.OF. | REB | ASIS | ROB | TAP | PER | FP | PTS | %TC  | %3P | %FT  | MIN  | PTS | REB | AST |
| 1985-86   | 22   | Philadelphia 76ers | NBA  | 7 | 90  | 8   | 28 | 0   | 0  | 11  | 13 | 6     | 13  | 4    | 2   | 6   | 4   | 12 | 27  | .286 |     | .846 | 12.9 | 3.9 | 1.9 | 0.6 |
| Total     |      |                    | NBA  | 7 | 90  | 8   | 28 | 0   | 0  | 11  | 13 | 6     | 13  | 4    | 2   | 6   | 4   | 12 | 27  | .286 |     | .846 | 12.9 | 3.9 | 1.9 | 0.6 |